# Vlagyimir Nyikolajevics Cselomej
Vlagyimir Nyikolajevics Cselomej (cirill betűkkel: Владимир Николаевич Челомей; Siedlce, 1914. június 30. – Moszkva, 1984. december 8.), ukrán névváltozatban Volodimir Mikolajovics Cselomej (ukránul: Володимир Миколайович Челомей) ukrán származású szovjet mérnök, tudós, repülőgép- és rakéta-tervező, a Szovjet Tudományos Akadémia tagja. A rakétahajtóművek, rakéták, az űr- és repüléstechnika területén fejtett ki jelentős alkotói tevékenységet. A gyakorlati konstruktőri munka mellett tudományos tevékenységet is végzett, szakterülete a mechanika, ezen belül a lengéstan volt. Glusko és Koroljov mellett a szovjet űrprogram egyik meghatározó vezető személyisége volt, de a szovjet időszakban a nevét a szélesebb közvélemény nem ismerhette.

## Élete
1914-ben az akkor az Orosz Birodalomhoz, ma Lengyelországhoz tartozó Siedlcében született ukrán családban. Apja néptanító volt Siedlcéban. Három hónapos korában a család az első világháború harcai elől Poltavába költözött. 12 éves volt, amikor családjával 1926-ban továbbköltöztek Kijevbe.
A hétosztályos elemi iskolát még Poltavában kezdte el, majd az utolsó éveket Kijevben fejezte be. 1929-től a kijevi járműtechnikai technikumban tanult. Ezt követően, 1932-ben felvették a Kijevi Műszaki Főiskola repülési karára (később ebből alakult ki a Kijevi Repülési Főiskola). Már ott felfigyeltek kivételes tehetségére. Egyetemistaként is aktív tudományos tevékenységet folytatott. Főiskolai évei alatt 20 szakcikket publikált. 1936-ban jelentette meg első könyvét, melynek témája a vektoranalízis volt. Miközben a Kijevi Műszaki Főiskolán tanult, a Kijevi Egyetem (ma: Sevcsenko Állami Egyetem) matematika (analízis, differenciálegyenletek), fizika és mechanika előadásait is látogatta. az 1935-ben Kijevben is oktató Tullia Levi-Civita előadásait is hallgatta. Érdeklődése ebben az időben fordult a mechanika felé, különösen a lengéstan érdekelte, és ennek a tudományterületnek végéig kiemelt figyelmet szentelt. Egyetemi évei alatt a zaporozsjei motorgyárban volt gyakorlaton. Diplomamunkáját a repülőgépmotorokban kialakuló lengésekről írta.
1937-ben kitüntetéssel végezte el a műszaki főiskolát. Ezt követően ott oktatott, majd 1939-ben védte meg a kandidátusi fokozatot.
A második világháború idején, 1941-től Cselomej a Központi Repülőgépmotor Intézetben (CIAM) dolgozott. Ott építette meg 1942-ben az első szovjet lüktető sugárhajtóművet Abban az időben csak Németországban foglalkoztak hasonló sugárhajtóművekkel.
Amikor 1944 nyarán a Dél-Anglia elleni támadások nyomán egyértelművé vált a lüktető sugárhajtóműves német V–1 (Fieseler Fi 103) robotrepülőgép létezése, a szovjet vezetés egy hasonló fegyver kifejlesztéséről döntött. A lüktető sugárhajtóművekkel végzett korábbi sikeres tevékenysége miatt a Szovjetunió Állami Védelmi Bizottsága és a Repülőgépipari Népbiztosság Cselomejt bízta meg a szovjet robotrepülőgép mihamarabbi létrehozásával.
Cselomejt egyúttal az 51. sz. Repülőgépgyár igazgatójává és az üzem tervezőirodájának a főkonstruktőrévé nevezték ki. Korábban ennek a gyárnak a vezetője Nyikolaj Polikarpov volt, aki nem sokkal Cselomej kinevezése előtt korábban halt meg.  1944 decemberére elkészültek a 10H jelzésű robotrepülőgép prototípusai, melyekkel Pe–8 és Tu–2 bombázókról próbaindításokat is végeztek. A robotrepülőgéppel elért sikerek nyomán Cselomej vezetésével létrehozták az OKB–52-t (ma: NPO Masinosztrojenyija), melynek 1955-től ő lett a vezetője, ahol folytatta a robotrepülőgépekkel kapcsolatos munkát.
Cselomej folytatta a tudományos tevékenységét is. Doktori fokozatot szerzett a Bauman Műszaki Egyetemen, ahol 1951-ben védte meg disszertációját. 1952-ben az egyetem professzora lett.
1958-ban az OKB–52 többfokozatú interkontinentális ballisztikusrakéta-család megalkotására tett javaslatot. Az UR–200-as rakéta tervét elutasították, helyette a Jangel által tervezett R–36 rakéta gyártása mellett döntöttek. Az UR–100 rakétát azonban elfogadták és rendszeresítették is.
Ebben az időben Cselomej tervezőirodája a Szergej Afanaszjev vezette Nehézgépipari Minisztérium irányítása alatt állt.